# 禁男の家
『禁男の家』（ きんだんのいえ、原題： Club de femmes ）は、1936年に製作されたフランス映画。1956年に『乙女の館』という作品で再映画化されている。

## キャスト
- クレール・リヴィエ：ダニエル・ダリュー
- グレタ・クリュネル：ベティ・ストックフェルド（英語版）
- ファルジュトン夫人：エーヴ・フランシス
- アリス：エルズ・アルガル
- ジュリエット：ジョゼット・デイ
- ガブリエル・オーブリー：ヴァランティーヌ・テシエ
- ジョルジェット：キャロル・ロイス
- エレーヌ：ジュニー・アストル（フランス語版）
- ロベール：レイモン・ガル（フランス語版）
- ルーシー：キッサ・クープリーヌ（ロシア語版）